# Božinci Donji
Božinci Donji (cyr. Божинци Доњи) – wieś w Bośni i Hercegowinie, w Republice Serbskiej, w mieście Doboj. W 2013 roku liczyła 329 mieszkańców.